# Stanisław Lem
Stanisław Herman Lem (Lviv, 12 de setembre de 1921 - Cracòvia, 27 de març de 2006) fou un escriptor polonès de ciència-ficció. Traduït a moltes llengües i ha venut milions d'exemplars. La seva obra de més èxit és Solaris.

## Biografia
Stanisław Lem va néixer a Lviv, que llavors era a Polònia, actualment a Ucraïna. El seu pare era metge i ell va estudiar medicina a la universitat de Lvovo i també a la Universitat Jagellònica de Cracòvia, però va haver d'interrompre els seus estudis per la invasió alemanya a l'inici de la Segona Guerra Mundial. Lem treballà de mecànic i soldador i col·laborà amb la resistència.
L'any 1946, es traslladà a Cracòvia i acabà els seus estudis de medicina. Va treballar com a ajudant en el món de la investigació científica i començà a escriure novel·les durant el seu temps lliure. Va ser membre fundador de la Societat Polonesa d'Astronàutica. A partir del 1973 va impartir cursos de literatura polonesa a la Universitat de Cracòvia.
Fou premiat com a membre d'honor de l'associació Science Fiction and Fantasy Writers of America (SFWA) l'any 1973, però l'any 1976 en fou expulsat a causa d'unes declaracions molt crítiques: afirmava que la ciència-ficció nord-americana era de baixa qualitat literària i estava més preocupada per les aventures que per desenvolupar noves idees i formes literàries.
Traduir les seves obres és difícil a causa dels neologismes i jocs de paraules. El Parlament polonès va dedicar l'any 2021, entre altres personalitats, a Stanisław Lem.

## Temes recurrents
És un autor de l'anomenada ciència-ficció dura, que té un dels temes principals en els possibles desenvolupaments tecnològics. Així, a les seves ficcions apareixen aparells, robots, coets i tecnologies que permeten el viatge espacial o el contacte amb els extraterrestres. Respecte a aquests, analitza sobretot els problemes de comunicació que sorgirien d'un hipotètic contacte, per les diferències culturals, que sovint acaba en conflicte, exemplificant així una al·legoria del xoc de civilitzacions.
A través de la novel·la explora assumptes filosòfics com la relació entre instint i cultura a l'ésser humà, un possible dualisme que inclou l'ànima, la concepció de la mort o la memòria. Igualment aborda temes com els vincles socials o la solitud, sovint tenyida d'humor.

## Obres
- Człowiek z Marsa (1946) (L'home de Mart)
- Szpital przemienienia (1948) (L'hospital de la transfiguració)
- Astronauci (1951) (Els astronautes)
- Obłok Magellana (1955) (El Núvol de Magalhães)
- Sezam (1955) (Sèsam)
- Czas nieutracony (1955) (Temps aprofitat)
- Dialogi (1957) (Diàlegs)
- Dzienniki gwiazdowe (El diaris de les estrelles)
- Inwazja z Aldebarana (1959) (La invasió d'Aldebaran)
- Śledztwo (1959) (La investigació)
- Eden (1959) (Edén)
- Powrót z gwiazd (1961) (Retorn de les estrelles)
- Pamiętnik znaleziony w wannie (1961) (Memòries trobades en una banyera)
- Solaris (1961) (Solaris) (publicada el 1988 en català per Editorial Pleniluni ISBN 8485752449. Segona edició en català publicat el 2022 per Kalandraka ISBN 978-84-18558-38-2)
- Bajki robotow (1964) (Faules de robots)
- Summa Technologiae (1964) (Alta tecnologia)
- Niezwyciężony (1964) (L'invencible)
- Wysoki zamek (1966) (El castell alt)
- Cyberiada (1967) (Ciberiada)
- Głos Pana (1968) (La veu del seu amo)
- Doskonała Próżnia (Buit perfecte)
- Ze wspomnień Ijona Tichego; Kongres futurologiczny (El congrés de futurologia)
- Opowieści o pilocie Pirxie (Relats del pilot Pirx)
- Wielkość urojona (Magnitud imaginària)
- Rozprawy i szkice (Dissertacions i esbossos)
- Katar (La febre del fenc)
- Wizja lokalna (Èntia)
- Provokationen (Provocació)
- Fiasko (publicada el 1988 en català per Editorial Laia amb el títol El Fracàs; ISBN 847668200X)
- Pokój na Ziemi (Pau a la terra)